# Papillitis
Papillitis betekent 'ontsteking (-itis) van een papil'. Het kan hier bijvoorbeeld gaan om de papil van Vater, de papillen in de nier, of structuren in de huid, op de tong of in het oog.